# Musjusz Emilian
Lucjusz Musjusz Emilian, łac. Lucius Mussius Aemilianus – rzymski uzurpator w Egipcie  w czasach panowania Galiena.
Początkowo był prefektem Egiptu. Sięgnął po cesarską purpurę po upadku uzurpatorów Makriana i Kwietusa w 261 roku. Jego bunt doprowadził do wybuchu walk w prowincji. Panowanie Musjusza Emiliana trwało około roku, w 262 roku został pokonany przez przybyłego na czele floty Aureliusza Teodota.